# Hoppe (adelsslægt)
 For alternative betydninger, se Hoppe. (Se også artikler, som begynder med Hoppe)
Hoppe er en nulevende dansk adelsslægt tilhørende lavadelen.
Slægten Hoppe — der navnlig har haft tilknytning til søetaten og centraladministrationen — føres tilbage til købmand og brygger i København Hans Hoppe (Hop) (1599-1681), der formentlig var indvandret fra Holland. Hans søn, viceadmiral Iver Hoppe (1649-1693), var fader til søofficer Frederik Hoppe (1690-1776), hvis søn, konferensråd, højesteretsassessor Peder Hoppe (1727-1778) 30. juli 1777 blev optaget i den danske adelstand. Han var gift med Elisabeth Holst (1740-1773) og fader til Else Marie Hoppe (1767-1834), gift med gehejmekonferensråd Johan Bülow, kammerherre Frederik Hoppe (1770-1837) og søofficer Johan Christopher Hoppe (1772-1835).
Denne sidste var fader til kammerherre, stiftamtmand Peter Fjeldsted Hoppe (1794-1848), stadsfysicus i København, dr. med. Børge Anton Hoppe (1796-1865) og kammerherre, stiftamtmand Torkild Abraham Hoppe (1800-1871), hvis sønner var godsejerne Carl Hoppe (1846-1933) og Christian Hoppe (1844-1914) samt amtmand Johan Christopher Hoppe (1841-1933). Sidstnævnte var fader til kommandør Ivar Hoppe (1903-1992), som var fader til cand. jur., advokat Johan Christoffer Hoppe (født 1932) og Elisabeth Hoppe (født 1934).
Der findes desuden flere borgerlige slægter fra Danmark og Tyskland, som bærer efternavnet Hoppe.